# Voldby (Norddjurs)
Voldby is een plaats in de Deense regio Midden-Jutland, gemeente Norddjurs, en telt 433 inwoners (2007).